# Ekin
Ekin ('emprender' en euskera) fue una organización de la izquierda abertzale que se constituyó el 6 de noviembre de 1999 con el objetivo de impulsar la independencia y el socialismo en Euskal Herria. El 4 de abril de 2001 el juez Baltasar Garzón declaró su ilicitud en un auto en el que estimaba que Ekin formaba parte del entramado terrorista de Euskadi Ta Askatasuna (ETA).
Desde instancias judiciales se la consideró como el comisariado político de ETA, con el objetivo de velar por el cumplimiento de sus directrices entre las organizaciones de la izquierda abertzale, así como de contribuir a la huida de terroristas, la difusión del boletín Zutabe y la organización del Gudari Eguna como el acto anual de homenaje a los miembros de ETA fallecidos. Asimismo, también se la consideró desde su creación como la heredera de la también ilegalizada Koordinadora Abertzale Sozialista (KAS).
El 19 de diciembre de 2007 la Audiencia Nacional dictó que las organizaciones que configuraban el denominado «frente político» de ETA (KAS, Ekin y Xaki) formaban parte de las «entrañas» y el «corazón» de la organización terrorista, condenando a 46 personas a más de 500 años de cárcel por pertenencia a estas organizaciones, si bien el 27 de mayo de 2009 el Tribunal Supremo rebajó considerablemente estas penas por falta de proporcionalidad de las mismas y absolvió a nueve procesados.
La madrugada del 14 de septiembre de 2010 la Guardia Civil efectuó una operación contra la dirección de Ekin que se saldó con nueve personas arrestadas. En enero de 2011 fueron detenidas diez personas más en dos nuevas operaciones policiales. Cuatro de los detenidos denunciaron haber sufrido torturas durante los días que permanecieron incomunicados, sin que sus denuncias fueran atendidas por los tribunales españoles a pesar de que el Comité Europeo para la Prevención de la Tortura consideró veraces sus testimonios.
El 4 de julio de 2011 algunos medios de comunicación informaron que ETA había decidido la disolución de Ekin ante los continuos golpes policiales que desarticulaban su estructura, pasando a integrarse sus miembros en otras estructuras de la izquierda abertzale.
El 1 de octubre de ese mismo año desde el diario Gara se anunció la autodisolución de Ekin como consecuencia de la reflexión llevada a cabo por sus integrantes, los cuales consideraron que su existencia ya no tenía sentido en el nuevo escenario político en ausencia de violencia de ETA.
En sendas sentencias de mayo de 2015 y mayo de 2016, el Tribunal Europeo de Derechos Humanos condenó al Estado español por no haber investigado de manera eficaz y suficiente las denuncias de torturas de Jon Patxi Arratibel y Xabier Beortegi, detenidos en enero de 2011 por su militancia en Ekin.